# ジル・ヴィセンテ (劇作家)

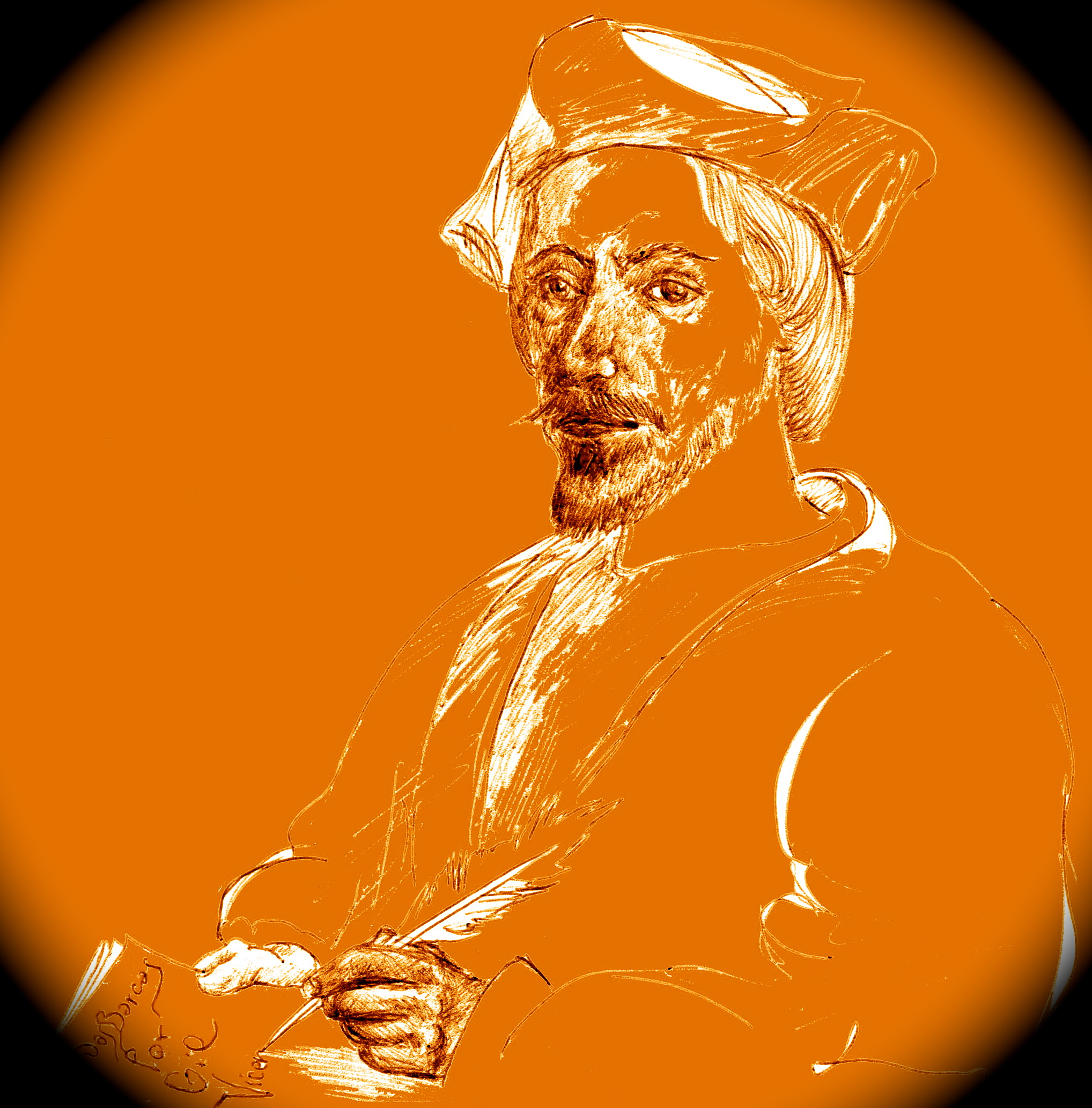
ジル・ヴィセンテ像

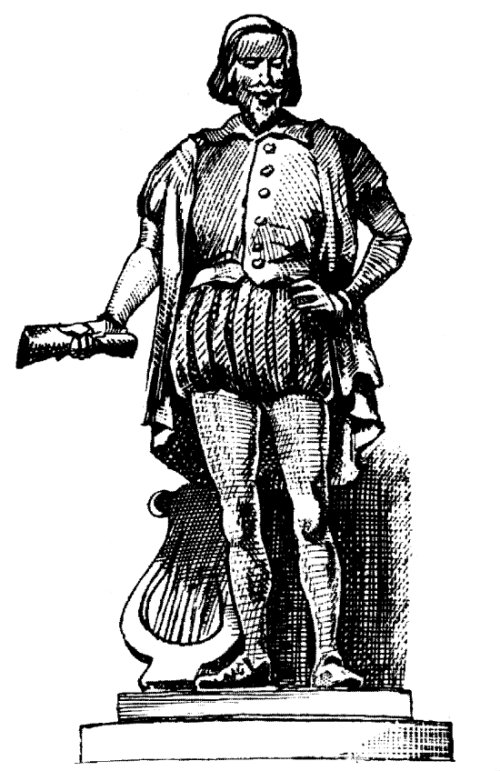
ジル・ヴィセンテ像

ジル・ヴィセンテ （Gil Vicente、1465年 - 1537年）は、ポルトガルの劇作家・詩人で、自作の劇を演じる俳優であり、演出も手がけた。ポルトガルの劇作の父と呼ばれている。彼が活躍した時代のポルトガルにはまだ劇場がなく、彼はポルトガル王マヌエル1世とジョアン3世の宮廷や、貴族の邸宅で劇を上演した。初期は宮廷の宗教行事で扱われる宗教劇が主であったが、のち世俗的なテーマに転換して当時のポルトガル社会を風刺する笑劇を多く書いた。晩年に異端審問が活発になると彼の作品は攻撃の対象となり、やがて彼の名声は衰えた。スペイン黄金世紀演劇の作家のひとりに数えられる。